# Strigiphilus strigis
Strigiphilus strigis är en insektsart som först beskrevs av |Erik Pontoppidan 1763.  Strigiphilus strigis ingår i släktet ugglelöss, och familjen fjäderlöss. Arten är reproducerande i Sverige.